# Oncidium microstigma
Oncidium microstigma är en orkidéart som beskrevs av Heinrich Gustav Reichenbach. Oncidium microstigma ingår i släktet Oncidium och familjen orkidéer. Inga underarter finns listade i Catalogue of Life.